# Ковбасна (село)
Ковба́сна (Кобасна, рос. Колбасна; рум. Cobasna) — село в Рибницькому районі в Молдові (Придністров'ї). Центр сільської ради.
У селі діє пункт пропуску на кордоні з Україною Ковбасна—Домниця.
Згідно з переписом населення 2004 року у селі проживало 67,2% українців.

## Пам'ятки
- Гранітний монумент, присвячений пам'яті розстріляних на початку 1942 року євреїв[3].
- Михайло-Архангельська церква[4].
- Братська могила загиблих в період Великої Вітчизняної війни[5].

## Арсенал
Військові склади в селі Ковбасна були створені в 1940-х роках. У радянський час 1411-й асб (артилерійський склад боєприпасів) був стратегічним арсеналом західного військового округу СРСР. Але основну частину боєприпасів сюди завезли після виводу радянських військ із території колишньої НДР, Чехословаччини та інших європейських країн.
Станом на 2000 рік, обсяги озброєнь і боєприпасів, що належать Росії, у Придністров'ї складали близько 42 000 тонн. З 2000 по 2004 рік звідси було вивезено чи знищено на місці близько 50 % озброєнь, військової техніки і боєприпасів. В даний час[коли?] на складі за різними оцінками від 19 000 до 21 500 тонн боєприпасів: снаряди, авіабомби, міни, гранати, патрони об'ємом 2500 залізничних вагонів.
З них 57 % прострочені для використання і транспортування. За деякими відомостями частина озброєння та військова техніка вивезені або знищені.

## Роззброєння
На ряді зустрічей міністрів неодноразово обговорювалось питання щодо сприяння Україною виведення військових з бази.